# Marguerite Caetani
Marguerite Gilbert Chapin, più nota come Marguerite Caetani (Waterford, 24 giugno 1880 – Ninfa, 17 dicembre 1963), è stata una letterata, giornalista, collezionista d'arte e mecenate statunitense naturalizzata italiana, principessa di Bassiano, duchessa di Sermoneta, fondatrice e direttrice delle riviste Commerce (in Francia) e Botteghe Oscure (in Italia).

## Biografia
Nata a Waterford in una ricca e colta famiglia della Nuova Inghilterra da Lindley Hoffman Chapin e Lelia Gilbert. Rimasta orfana dei genitori in giovane età, nel 1902 si recò a Parigi per studiare canto col tenore Jean de Reszke. Nel 1911 conobbe e sposò il compositore Roffredo Caetani (1871-1961), principe di Bassiano e ultimo duca di Sermoneta. La coppia si stabilì a villa Romaine, a Versailles. Dal matrimonio nacquero due figli: Lelia (1913-1977) e Camillo (1915-1940).
A Parigi i Caetani frequentarono figure di grande rilievo del mondo artistico e letterario (Paul Valéry, Saint-John Perse, Valery Larbaud, Léon-Paul Fargue, Adrienne Monnier, ecc.). Nel 1924 Marguerite Caetani fondò la rivista letteraria Commerce: pubblicata in tre lingue (francese, italiano e inglese) fino al 1932, Commerce, oltre a ospitare le opere migliori di poeti e scrittori già famosi (per es., pubblicò nel primo quaderno frammenti inediti dell'Ulysses di James Joyce), permise a giovani artisti ancora sconosciuti di far conoscere le loro opere.
Nel 1932 i Caetani ritornarono definitivamente in Italia e si stabilirono nel castello di Sermoneta. Dopo la seconda guerra mondiale e la morte del figlio Camillo, avvenuta il 15 dicembre 1940 sul fronte d'Albania, la famiglia si stabilì nella residenza romana di Palazzo Caetani in via delle Botteghe Oscure. Qui, nel 1948, Marguerite Caetani fondò una nuova rivista, Botteghe Oscure, in parte simile a Commerce, nella quale, con l'ausilio di Giorgio Bassani, vennero pubblicate alcune fra le più importanti opere di poesia e prosa in inglese, francese, italiano, tedesco o spagnolo. Nel 1950 trasse un'antologia in inglese degli scrittori che avevano collaborato alla rivista: An Anthology of New Italian Writers (stampata a Roma, ma distribuita da New Directions). Nel 1958 la prestigiosa rivista pubblicò in anteprima attraverso l'intervento del direttore Giorgio Bassani il primo capitolo de Il Gattopardo, opera fondamentale del Principe Tomasi di Lampedusa.
Botteghe Oscure terminò le pubblicazioni nel 1960, anche per difficoltà economiche. Marguerite Caetani si ritirò a Ninfa, dove già da tempo si recava per collaborare allo sviluppo dell'omonimo giardino e dove morì, tre anni dopo il suo ritiro.